# Mirina
Mirina — род чешуекрылых из семейства Endromidae. Эндемичная и реликтовая группа из Восточной Азии. Ранее выделялось в отдельное семейство Mirinidae Kozlov,1985, сведённое в 2011 году в синонимы к Endromidae.

## Описание
Бабочки средних размеров. Длина переднего крыла в среднем не превышает 20 мм. Передние крылья с округлой вершиной, дуговидно изогнуты к заднему краю. R-Cu ячейка короткая, от её верхнего угла отходит жилка М1. Жидка М2 находится примерно посередине между М1 и М3. Фон крыльев грязно-белый, с серовато-оливковыми линиями и пятнами. Передние крыльях обоих полов с бархатистым чёрным дискоидным пятном.
Гусеницы развиваются на кустарниках семейства жимолостных.

## Систематика и ареал
Представители рода распространены в Восточной Азии. Род насчитывает всего лишь три вида. Одно время род выделялся в состав подсемейства Endromidae, но в 1985 году были выделены в отдельное семейство, а в 2011 году снова синонимизировано. 
Ареалы всех трёх видов изолированы друг от друга: один вид обитает в Приамурье (окрестности Комсомольска-на-Амуре), Приморье и Северной Корее, другой — в горах Центрального Китая, третий — в горах севера Индокитая и Юго-Запада Китая. Это указывает на реликтовый характер распространения.

## Виды
Первый и наиболее известный представитель рода Mirina christophi (Staudinger, 1892)
Весенний вид. Распространен в Приамурье (окрестности Комсомольска-на-Амуре), Приморье (на север до Бикина), Северо-восточном Китае и Северной Корее. Нахождение этого вида на Южном Урале можно объяснить только случайным завозом.
Mirina fenzeli (MELL, 1938) Распространен в высокогорных лесах Центрального Китая.
Mirina confucius (ZOLOTUHIN & WITT, 2000) Наиболее крупный и своеобразный вид семейства. Известен из горных лесов Северного Вьетнама (откуда и был описан), Северного Таиланда и Юго-западного Китая.